# Hafenfest Basel

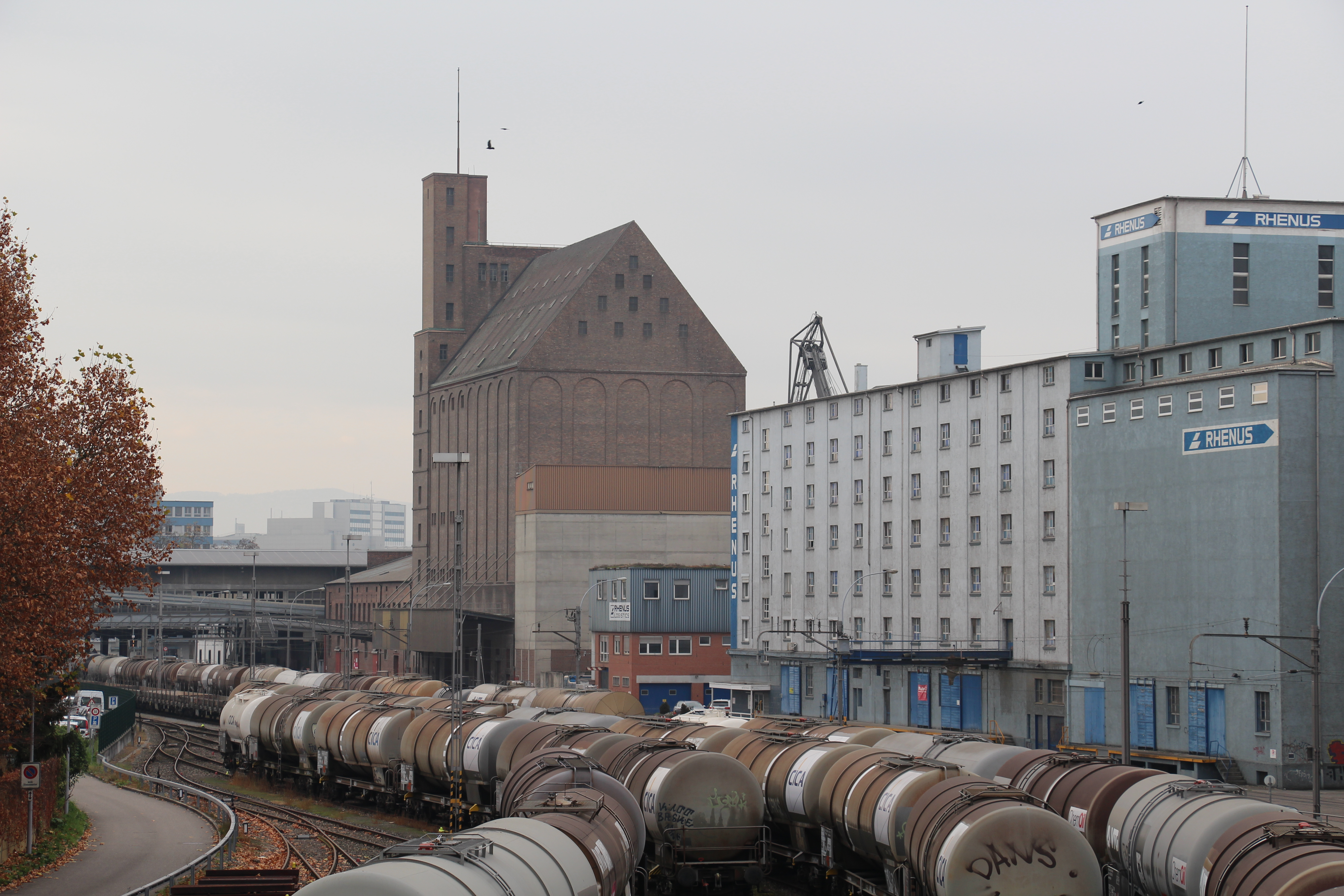
Hafenbahn Kleinhüningen beim Basler Rheinhafen (2015)

Das Basler Hafenfest im Schweizer Kanton Basel-Stadt ist ein überregionales Volksfest.
Es findet bei den Basler Rheinhäfen statt und wird von tausenden Menschen aus inner- und ausserhalb der Schweiz besucht. Der Hintergrund dieses Volksfestes ist die Inbetriebnahme des Hafenbeckens I in Basel-Kleinhüningen im Jahre 1922. Die letzten Basler Hafenfeste fanden 2014 in Basel und 2017 in Birsfelden statt.
Angeboten werden an diesem Volksfest viele Shows, Konzerte, Hafenführungen und -besichtigungen. Im Jahre 2023 wurde ausserdem das 101. Jubiläum des Rheinhafens gefeiert.
Im Jahre 2023 zählte das Fest, geschätzt etwa 170'000 Besucher. Das entspricht um 70'000 Besuchern mehr, als das Hafenfest davor.